# Staffan Ernestam
Per Staffan Ernestam, född den 25 februari 1963 i Jönköping, är en svensk musiker, sångare, textförfattare och kompositör. Han spelade i Sven-Ingvars mellan åren 2000 och 2021.
Staffan Ernestam är heltidsmusiker och har spelat med Lill-Babs, Fame och Magnus Lindberg. Han bor i Örebro sedan 1973. Under många år arbetade han även på ett studieförbund.
2007 startade Staffan Ernestam bandet Jeremias session band, där även Ingvar Karlsson från Sven-Ingvars är med och spelar dragspel.

## Utmärkelser
- 2007 - Örebro läns Kulturstipendium[3]

## Diskografi

### Med Jeremias Session Band
- 2008 - Trastland
- 2012 - En kväll i Trastland